# Ervedal (Avis)
Ervedal é uma povoação portuguesa sede da Freguesia de Ervedal do Município de Avis, freguesia com 38,08 km² de área e 432 habitantes (censo de 2021), tendo, por isso, uma densidade populacional de 11,3 hab./km².
Foi vila e sede de concelho. Teve foral em 1512 e o concelho foi incorporado no de Avis em 1836. Era constituído apenas pela freguesia da vila.

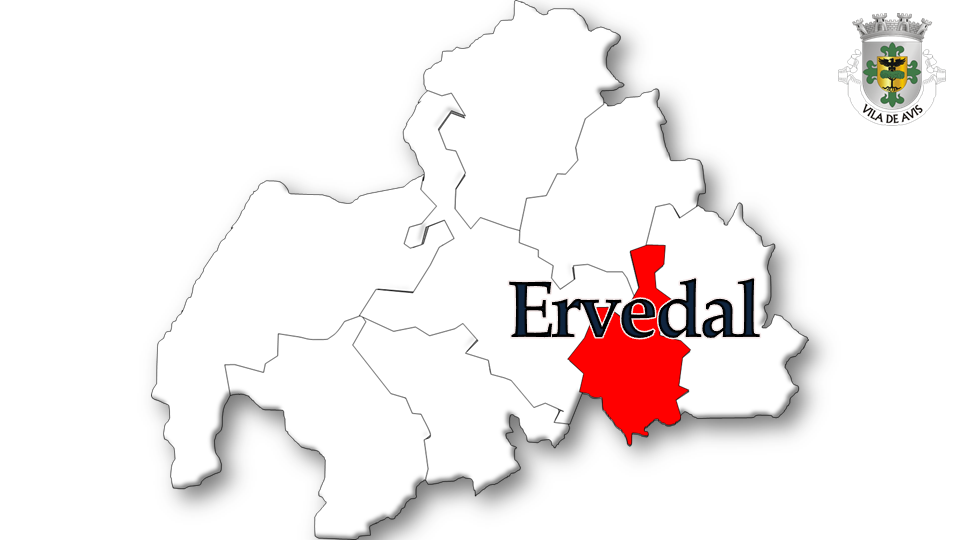
Localização no Município de Avis

## Demografia
A população registada nos censos foi:
| Distribuição da População por Grupos Etários | Distribuição da População por Grupos Etários | Distribuição da População por Grupos Etários | Distribuição da População por Grupos Etários | Distribuição da População por Grupos Etários |
| -------------------------------------------- | -------------------------------------------- | -------------------------------------------- | -------------------------------------------- | -------------------------------------------- |
| Ano                                          | 0-14 Anos                                    | 15-24 Anos                                   | 25-64 Anos                                   | > 65 Anos                                    |
| 2001                                         | 91                                           | 65                                           | 327                                          | 206                                          |
| 2011                                         | 60                                           | 59                                           | 255                                          | 186                                          |
| 2021                                         | 45                                           | 36                                           | 215                                          | 136                                          |

## Património
- Igreja de Ervedal
- Ponte de Ervedal
- Fundação-Arquivo Paes Telles

## Personalidades ilustres
- Mário Saa